# César Manrique

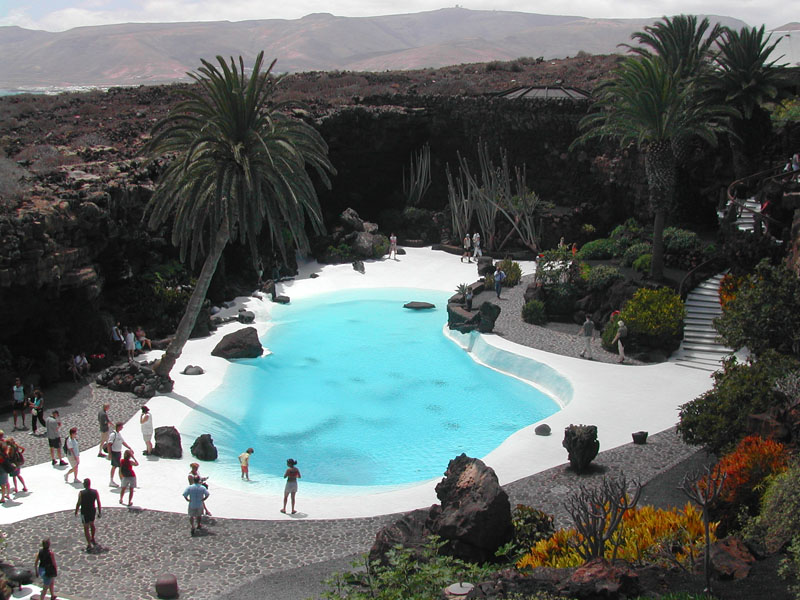
Jameos del Agua

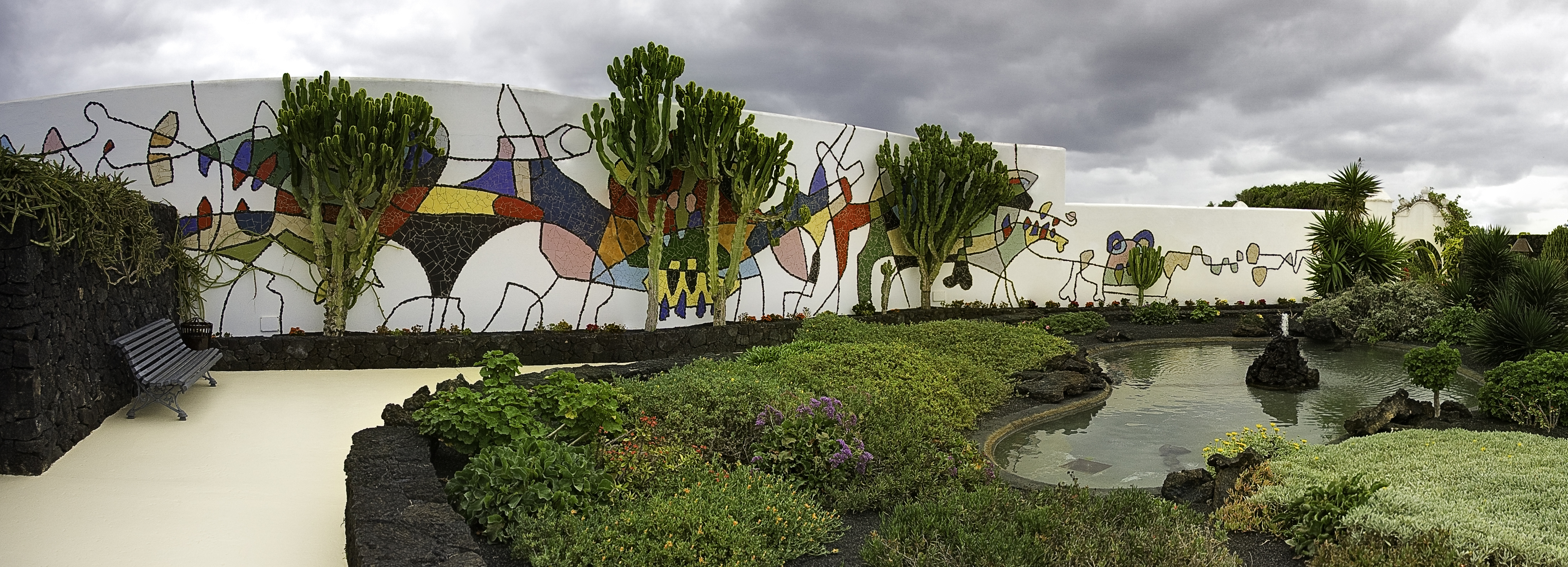
Fundación César Manrique

César Manrique (Arrecife, Lanzarote, 24 april 1919 – Tahíche, Lanzarote, 25 september 1992) was een Spaanse kunstschilder, beeldhouwer, architect en bouwadviseur. Zijn stijl kan worden beschouwd als non-figuratief, in evenwicht met de omringende natuur. Veel gebouwen en projecten op het eiland Lanzarote zoals Mirador del Río, Jameos del Agua, Jardín de Cactus alsook het restaurant El Diablo in het Nationaal park Timanfaya en het hotel Gran Meliá Salinas in Costa Teguise behoren tot zijn werken. Op verschillende rotondes op Lanzarote stonden windsculpturen van zijn hand; na zijn overlijden zijn al zijn creaties naar het Manrique museum gebracht.
Het idee dat de balans tussen de ontwikkeling van het toerisme en respect voor de natuur in Lanzarote alleen aan César Manrique te danken is, is niet helemaal juist. Jesús Soto, Maestro Artístico van de Cabildo van Lanzarote, heeft deze benadering feitelijk geïntroduceerd.

## Lanzarote als zijn atelier
Manrique heeft ervoor gezorgd dat de meeste gebouwen op Lanzarote niet hoger gebouwd worden dan vier verdiepingen, dat zij voornamelijk wit en zeer licht van tint werden, en dat de raamkozijnen in de kleuren groen, blauw of bruin werden geverfd. Manrique maakte een boek met eigen foto's over de lokale historische architectuur. Er zijn enkele hotels die méér etages tellen, zoals het Gran Hotel in Arrecife. Dit gebouw is gebouwd in de tijd dat Manrique een aantal jaren in Amerika verbleef. In Puerto del Carmen staat het zeven verdiepingen tellende hotel Hotel Los Fariones en het appartementencomplex Fariones Playa.
Ook zorgde Manrique ervoor dat er geen advertenties aan de kant van de wegen werden geplaatst en schakelde hij daarnaast een tijdelijke bouwstop in. Hij organiseerde protesten tegen grootschalige nieuwbouw ten behoeve van het massatoerisme op het eiland in de jaren 80.
Zijn beweegreden was zijn liefde voor het eiland. Manrique wilde niet dat de unieke cultuur en natuur werden beschadigd door massatoerisme en heeft dat ook daadwerkelijk weten te voorkomen. De bevolking is hem hier zeer dankbaar voor.

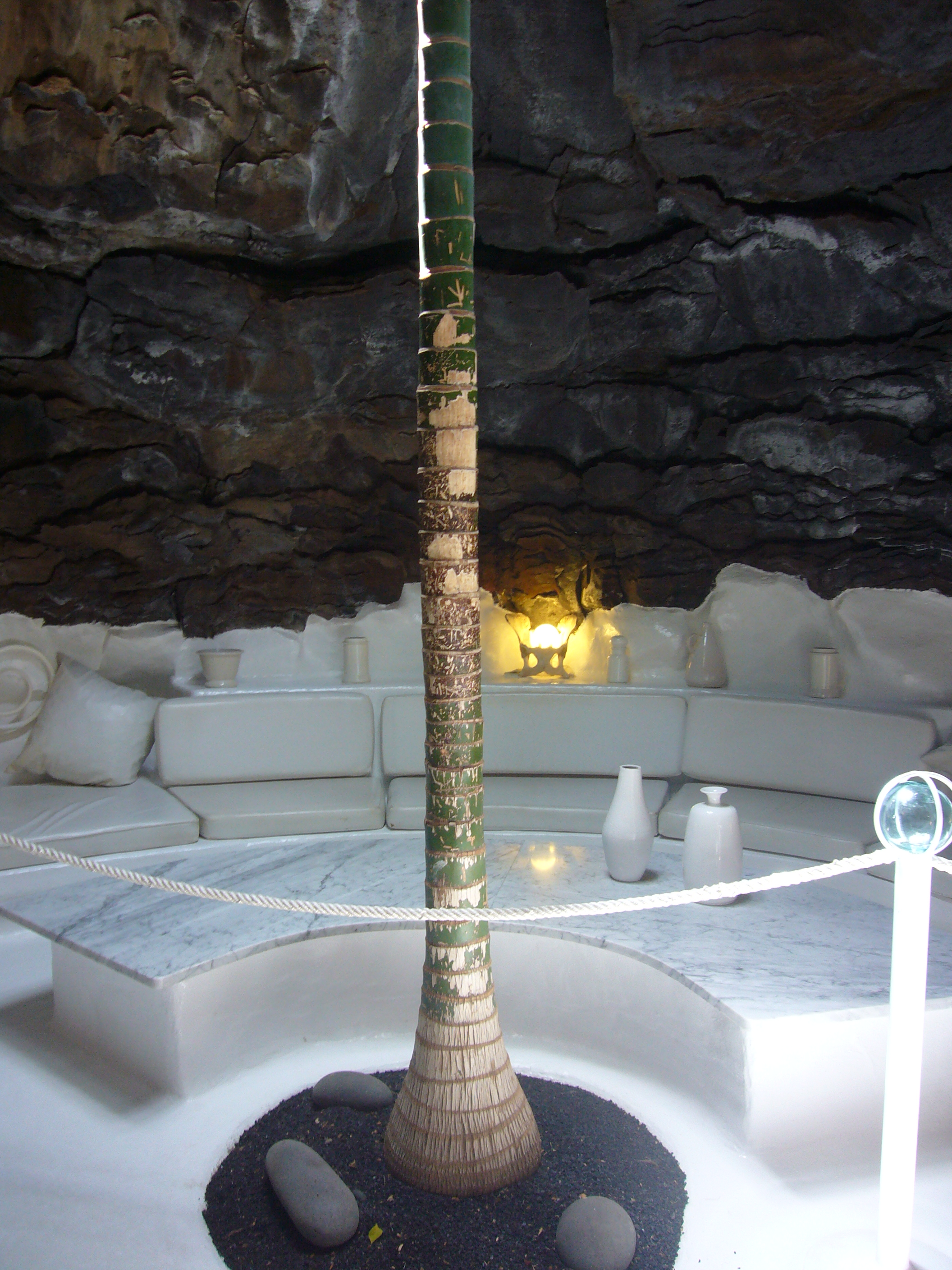
Binnen in het huis van Manrique. De foto is genomen in een ondergrondse lava-bel die is uitgehouwen en omgebouwd tot een salon.

In het oorspronkelijke woonhuis van Manrique, El Taro de Tahíche bij Tahíche gelegen tussen de plaatsen Teguise en Arrecife, is nu de Fundación César Manrique gevestigd. In dit huis, gebouwd in en rond lavabellen, zijn niet alleen zijn eigen kunstwerken, maar ook die van anderen te bezichtigen, waaronder werk van Pablo Picasso. Sinds 1990 woonde Manrique in Haría in een vallei van het gebergte El Risco de Famara. Dit woonhuis met atelier en een groot deel van de inventaris is sinds 2013 opengesteld voor publiek.
In 1992 overleed Manrique op 73-jarige leeftijd bij een verkeersongeval, op een kruispunt 50 meter van zijn oorspronkelijke huis. Manriques graf bevindt zich op de begraafplaats van Haría en is voorzien van onder meer poreus lavasteen en beplanting met een cactus en een palmboom, zoals door hem veelvuldig toegepast in zijn werk als architect.
Tijdens de Spaanse Burgeroorlog vocht Manrique als vrijwilliger aan de kant van Franco.